# Romilio Espejo Torres
Romilio Espejo Torres (Parral, 25 de agosto de 1939) es un científico licenciado en bioquímica y profesor chileno.
Es profesor titular del Instituto de Nutrición y Tecnología de los Alimentos Fernando Mönckeberg Barros (INTA) de la Universidad de Chile. Su padre fue un médico de Ferrocarriles del Estado y su madre una profesora normalista. En 1973 cuando trabajaba solubilización (lixiviación) del cobre, fue detenido y llevado al estadio nacional donde estuvo por dos meses.
Fue liberado con la ayuda de miembros del Caltech y la embajada norteamericana.[cita requerida]
Recibió sus primeros años de enseñanza en la escuela pública de San Rosendo. Cursó la enseñanza media internado en el liceo Alemán de los ángeles, pero fue trasladado a Concepción, por lo que continuó sus estudios en el Liceo penquista hasta 3° año de humanidades.
Fue aceptado en la Alianza Francesa pero, por motivos económicos tras el fallecimiento de su padre, se trasladó al Liceo de Coronel, donde pudo finalizar sus estudios para luego ingresar a la universidad de concepción. Cursó la carrera de Bioquímica hasta tercer año, donde la misma se divide entre química-farmacia y bioquímica y fue él único de su curso que prefirió seguir estudiando bioquímica, por lo que le ofrecieron seguir su carrera en a la Universidad de Chile en Santiago, siendo la primera generación titulada de dicha carrera en 1962. Un año después, recibió la Beca Rockfeller Foundation para realizar estudios en el Instituto Tecnológico Pasadena en California. Desarrolló investigaciones postdoctorales en la Universidad de California en Riverside y en la Universidad de Alabama.

### Carrera científica
Su primer descubrimiento, el Bacteriófago PM2, tuvo lugar entre los años 1963- 1967. Este es un virus de bacteria aislado de aguas del mar de Chile, está conformado por una membrana típica. Además de contener un ADN circular cerrado, también contiene una enzima llamada nuclesa BAL-31, o como la nombraron los investigadores norteamericanos, alteromonas espejiana.
Más tarde, se fue a México donde se dedicó al estudio de los rotavirus y agentes infecciosos de la diarrea infantil, una contribución tecnológica en esta área fue el kit de diagnóstico para el rotavirus conocido en chile como rotagel.
Regresó a Chile en 1988, dedicándose a la investigación de la solubilización (lixiviación) del cobre en el proceso productivo desarrollado por la Sociedad Minera Pudahuel (conocido como TLB). Este proceso fue clave para el establecimiento de las primeras dos minas/plantas en el mundo, que obtuvieron cobre utilizando exclusivamente el proceso de biolixiviación (Cerro Colorado en 1990 y Quebrada Blanca en 1993). En el año 1998 en el INTA comenzó una investigación sobre la ecología de bacterias y otras especies marinas, especialmente aquellas patógenas para el humano y los peces. Esto facilitó la identificación del "Vibrio parahaemolyticus" agente causal de un brote de diez mil casos de diarrea en Chile.
En el 2018 recibió el Premio Nacional de Ciencias Aplicadas y Tecnológicas. Los galardonados reciben un premio en dinero que asciende a un poco más $20 millones y una pensión vitalicia mensual, equivalente a 20 Unidades Tributarias Mensuales (UTM).

##### Reconocimientos
- Miembro de la American Society of Microbiology (1999).[1]
- Miembro de la Academia Chilena de Ciencias (2013).[2]
- Miembro de la Editorial Board de Environmental Microbiology

Publicaciones
Uribe, Paulina, & Espejo Torres, Romilio. (2003). Effect of associated bacteria on the growth and toxicity of Alexandrium catenella. Applied and Environmental Microbiology, Applied and Environmental Microbiology.
Espejo Torres, Romilio, García, Katherine, & Plaza, Nicolás. (2017). Insight into the origin and evolution of the vibrio parahaemolyticus pandemic strain. Frontiers in Microbiology, Frontiers in Microbiology.
Espejo Torres, Romilio, Feijóo, Carmen Gloria, Romero, Jaime, & Vásquez, Mónica. (1998). PACE analysis of the heteroduplexes formed between PCR-amplified 16S rRNA genes: Estimation of sequence similarity and rDNA complexity. Microbiology, Microbiology.